# 惠水半叶趾虎
惠水半叶趾虎（学名：Hemiphyllodactylus huishuiensis）一种发现于中华人民共和国贵州省惠水县的壁虎，隶属于壁虎科半叶趾虎属。
其种加词“huishuiensis”意为“贵州省惠水县的”。

## 保护
本种于2023年被收录入《有重要生态、科学、社会价值的陆生野生动物名录》。